# كارولين فون هيس-هومبورغ
كارولين فون هيس-هومبورغ (بالألمانية: Karoline von Hessen-Homburg )‏ (ولد. 1771 – 1854 م) هي وصي العرش ألمانية، توفيت في رودولشتات، عن عمر يناهز 82 عاماً.